# Маленики
Маленики — опустевшая деревня в Слободском районе Кировской области в составе Ленинского сельского поселения.

## География
Находится на расстоянии примерно 5 км на юго-восток от поселка Вахруши рядом с деревнями Чирки и Мокино.

## История
Известна с 1762 года как деревня Рыловская  с 7 жителями. В 1873 году в деревне Рыловская 1-я (Маленьки) учтено дворов 4 и жителей 24, в 1905 7 и 40, в 1926 11 и 46, в 1950 3 и 18. В 1989 году уже не было учтено жителей. Нынешнее название закрепилось с 1939 года. По состоянию на 2020 год представляет собой урочище.

## Население
Постоянное население  не было учтено как в 2002 году, так и в 2010.